# 9224 Železný
9224 Železný là một tiểu hành tinh vành đai chính với chu kỳ quỹ đạo là 1334.6020951 ngày (3.65 năm).
Nó được phát hiện ngày 10 tháng 1 năm 1996.